# Tlutup
Tlutup is een bestuurslaag in het regentschap Pati van de provincie Midden-Java, Indonesië. Tlutup telt 1947 inwoners (volkstelling 2010).